# Muhammad Mumuni

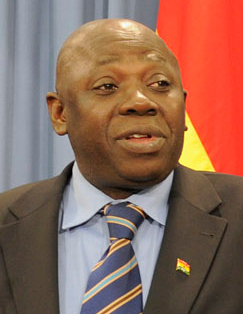
Muhammad Mumuni im März 2009

Muhammad Mumuni (* 28. Juli 1949) ist ein ghanaischer Politiker. Er ist Mitglied des NDC und war von Februar 2009 bis Januar 2013 Außenminister sowie Minister für regionale Integration unter Präsident John Atta-Mills. Außerdem war er zwischen 1996 und 2004 Mitglied des ghanaischen Parlaments. Mumuni ist ausgebildeter Rechtsanwalt, gläubiger Muslim und verheiratet.